# Karl August Wittfogel
Karl August Wittfogel (Alemanya, 1896 - Nova York, EUA, 1988) va ser un dramaturg, historiador d'origen alemany. Originalment marxista i membre actiu del Partit Comunista d'Alemanya, després de la Segona Guerra Mundial. Wittfogel va ser un ferotge anticomunista. Wittfogel és més conegut per la seva monumental obra Despotisme oriental: estudi comparatiu del poder totalitari, publicat per primera vegada el 1957.
A partir d'una anàlisi marxista de les idees de Max Weber sobre l'estat hidràulic-burocràtic de la Xina i l'Índia basat en l'escepticisme de Marx sobre la manera de producció asiàtic, a Wittfogel se li va acudir una anàlisi del despotisme oriental que posava l'accent en el paper de les obres de reg, les estructures burocràtiques necessàries per mantenir aquestes obres i l'impacte que aquestes van tenir en la societat, encunyant el terme imperi hidràulic per descriure el sistema. Segons la seva opinió, moltes societats, principalment a Àsia, es van basar en gran manera en la construcció d'obres de reg a gran escala. Per això, l'estat havia d'organitzar el treball forçat de la població a gran escala. Això requeria una burocràcia gran i complexa integrada per funcionaris competents i instruïts. Aquesta estructura va ocupar una posició única per aixafar la societat civil i qualsevol altra força capaç de mobilitzar-se contra l'estat. Tal estat inevitablement seria despòtic, poderós, estable i pròsper. Cal destacar el seu debat amb l'antropòleg eivissenc, exiliat a Mèxic, Àngel Palerm i Vich, sobre el paper de les societats hidràuliques i la seva importància pel que fa al mode de producció asiàtic i les formes de despotisme oriental.

## Obres
- Vom Urkommunismus bis zur proletarischen Revolución, Eine der Entwicklung der Skizze bürgerlichen Gesellschaft, 1.  Teil: Urkommunismus und Feudalismus, Verlag Garde Junge, Berlín C 2, 1922, p. 79 Rare with little known John Heartfield cover. The first part is all there is. The Verlag Junge Garde, Berlin C 2 (on Stralauerstrasse 12 in Schöneberg) was the publishers of the Communist Youth International, Kommunistische Jugendinternationale
- Der Wissenschaft morir bürgerlichen Gesellschaft. Eine marxistische Untersuchung, Malik, Berlín, 1922
- Geschichte der Gesellschaft bürgerlichen. Von ihren Anfängen bis zur Schwelle der Grossen Revolución, Malik, Wien, 1924
- Das erwachende China, Ein Abriss der Geschichte und der gegenwärtigen Chinas Probleme, AGIS Verlag, Viena, 1926
- Shanghai, Cantón, Internationale Vereinigung Verlags-Anstalten, Berlín, 1927 Fuente: Sinologie Heidelberg Alumni Netzwerk
- Wirtschaft und Gesellschaft Chinas, Versuch einer der wissenschaftlichen Analizar Grossen asiatischen Agrargesellschaft, Hirschfeld, Leipzig, 1931, XXIV, 767 p. (= Des Instituts für Schriften Sozialforschung der Universität Frankfurt am No. Main,
- Mueren natürlichen Ursachen der Wirtschaftsgeschichte, en: Archiv für Sozialwissenschaft und Sozialpolitik, 67, 1932, pp 466-492, 597-609, 711-731.
- Mueren Theorie der Gesellschaft orientalischen, en: Zeitschrift für Sozialforschung, vol. 7, No. 1 / 2, Alcan, París, 1938